# Чернелівська сільська рада
Чернелі́вська сільська́ ра́да — адміністративно-територіальна одиниця та орган місцевого самоврядування у Красилівському районі Хмельницької області. Адміністративний центр — село Чернелівка.

## Загальні відомості
- Населення ради: 1 860 осіб (станом на 2001 рік)

## Населені пункти
Сільській раді підпорядковані населені пункти:
- с. Чернелівка
- с. Дубина
- с. Мончинці
- с. Моньки
- с. Пилипи
- с. Сорокодуби

## Склад ради
Рада складається з 20 депутатів та голови.
- Голова ради: Українець Наталія Іванівна
- Секретар ради: Король Наталія Максимівна

### Керівний склад попередніх скликань
| Прізвище, ім'я, по батькові | Основні відомості                                                                       | Дата обрання | Дата звільнення |
| --------------------------- | --------------------------------------------------------------------------------------- | ------------ | --------------- |
| Балагур Валентин Іванович   | Сільський голова, 1969 року народження, освіта середня спеціальна, безпартійний         | 26.03.2006   | 31.10.2010      |
| Балагур Валентин Іванович   | Сільський голова, 1969 року народження, освіта середня спеціальна, член Партії регіонів | 31.10.2010   | 18.04.2014      |
| Українець Наталія Іванівна  | Сільський голова, 1989 року народження, освіта вища, позапартійна                       | 26.10.2014   |                 |

Примітка: таблиця складена за даними сайту Верховної Ради України

### Депутати
За результатами місцевих виборів 2010 року депутатами ради стали:

#### За суб'єктами висування
| Суб'єкт висування            | Кількість обраних депутатів | %  |
| ---------------------------- | --------------------------- | -- |
| Партія регіонів              | 8                           | 40 |
| Самовисування                | 6                           | 30 |
| Соціалістична партія України | 4                           | 20 |
| Народна партія               | 2                           | 10 |

#### За округами
| № округу                     | Прізвище, ім'я, по батькові       | Дата визнання обраним | Освіта             | Партійна приналежність | Відомості про обраного депутата                               |
| ---------------------------- | --------------------------------- | --------------------- | ------------------ | ---------------------- | ------------------------------------------------------------- |
| Народна Партія               |                                   |                       |                    |                        |                                                               |
| 9                            | Грабарчук Василь Макарович        | 04.11.2010            | середня            | позапартійний          | ТОВ «Стіомі-Холдинг», шофер                                   |
| 14                           | Воронов Володимир Адольфович      | 04.11.2010            | вища               | позапартійний          | ТОВ «Стіомі-Холдинг», робітник                                |
| Партія регіонів              |                                   |                       |                    |                        |                                                               |
| 1                            | Крушинська Валентина Митрофанівна | 04.11.2010            | середня            | позапартійна           | Чернелівська сільська рада, секретар                          |
| 2                            | Свистун Наталія Василівна         | 04.11.2010            | середня спеціальна | позапартійна           | ТОВ «Стіомі-Холдинг», комірник                                |
| 7                            | Войчук Оксана Володимирівна       | 04.11.2010            | середня спеціальна | позапартійна           | Магазин "П'ятачок с. Чернелівка, продавець                    |
| 8                            | Король Наталія Максимівна         | 04.11.2010            | середня спеціальна | позапартійна           | Чернелівська сільська рада, головний бухгалтер                |
| 13                           | Либа Іван Григорович              | 04.11.2010            | середня            | позапартійний          | ТОВ «Подільський край» відділення с. Мончинці, шофер          |
| 15                           | Андросюк Людмила Володимирівна    | 04.11.2010            | середня спеціальна | позапартійна           | Продавець с. Мончинці                                         |
| 17                           | Рожик Світлана Євгенівна          | 04.11.2010            | середня спеціальна | позапартійна           | Клуб с. Сорокодуби, зав.клубом                                |
| 19                           | Кандибова Тетяна Олександрівна    | 04.11.2010            | вища               | позапартійна           | ТОВ «Агробіотех», бухгалтер                                   |
| Соціалістична партія України |                                   |                       |                    |                        |                                                               |
| 10                           | Латюк Володимир Миколайович       | 04.11.2010            | середня            | позапартійний          | тимчасово не працює                                           |
| 11                           | Висоцький Олег Васильович         | 04.11.2010            | середня            | позапартійний          | Красилівський МПМК-36, столяр                                 |
| 12                           | Кравчук Оксана Анатоліївна        | 04.11.2010            | вища               | позапартійна           | Мончинецька загальноосвітня школа І ст., кухар                |
| 16                           | Андросюк Світлана Іванівна        | 04.11.2010            | середня спеціальна | позапартійна           | Мончинецька загальноосвітня школа І ст., вчитель              |
| Самовисування                |                                   |                       |                    |                        |                                                               |
| 3                            | Сліпчук Тетяна Миколаївна         | 04.11.2010            | середня            | позапартійна           | Хмельницький національний університет, студент                |
| 4                            | Петрук Валерій Купріянович        | 04.11.2010            | вища               | позапартійний          | фельдшерсько-акушерський пункт с. Чернелівка, завідувач ФАПом |
| 5                            | Поліщук Світлана Володимирівна    | 04.11.2010            | вища               | позапартійна           | Клуб с. Чернелівка, завідувачка клубу                         |
| 6                            | Казмірчук Василь Іванович         | 04.11.2010            | вища               | позапартійний          | пенсіонер                                                     |
| 18                           | Олійник Людмила Вікторівна        | 04.11.2010            | середня спеціальна | позапартійна           | Хмельницька маслосирбаза, зборщик молока                      |
| 20                           | Рудичук Наталія Іванівна          | 04.11.2010            | вища               | позапартійна           | Магазин с. Сорокодуби, продавець                              |